# Heteroconis interrupta
Heteroconis interrupta är en insektsart som först beskrevs av Banks 1937.  Heteroconis interrupta ingår i släktet Heteroconis och familjen vaxsländor. Inga underarter finns listade i Catalogue of Life.